# Bantargebang (Bantargadung)
Bantargebang is een bestuurslaag in het regentschap Sukabumi van de provincie West-Java, Indonesië. Bantargebang telt 3473 inwoners (volkstelling 2010).